# Moses Löw-Beer
Moses Löw-Beer (1794 Boskovice – 1851) byl moravský průmyslník a podnikatel židovského původu, člen druhé generace úspěšné podnikatelské rodiny Löw-Beerů, který rozšířil obchodní působení z Boskovic do Brna a míst okolo řeky Svitavy.

## Život
Narodil se v boskovickém ghettu do rodiny Solomona Löw-Beera (1776–1832) jako nejmladší z pěti synů, rodina vlastnila obchod s kůžemi a vlnou, též provozovala palírnu. Moses se možná jako první z rodiny narodil s příjmením Löw-Beer, neboť roku 1788 si museli všichni židovští obyvatelé Boskovic změnit jména tak, aby měla německou podobu.

### Podnikatelská činnost
V době nastávající průmyslové revoluce a stále rozšířenějšího používání parního stroje se obchodnímu činění rodiny Löw-Beerů dařilo. Moses byl nájemcem palírny a majitelem obchodu, následně se zaměřil na zpracování textilního odpadu, který se v Boskovicích začínal úspěšně zpracovávat. Výsledkem byl kvalitní, navíc levný textil, který se záhy začal velmi dobře prodávat. Löw-Beer postavil nové průmyslové podniky anebo investoval do přestavby objektů vybudovaných původně k jiným účelům, zejména pro textilní výrobu v Brně, Svitavách či Svitávce. Zde koupil roku 1838 bývalou papírnu a přestavěl ji na tkalcovnu. Snažil se pro svou výrobu zajistit surovinovou soběstačnost, proto inicioval vznik tkalcoven či přádelen vlny v regionu ve vlastnictví firmy. Řeka Svitava stejně tak pro strojní zařízení některým z přilehlých továren sloužila jako zdroj energie.
Stěžejní význam pro Löw-Beerovo podnikání mělo otevření Severní státní dráhy spojující primárně tratě v majetku společnosti a procházející Brnem a Českou Třebovou. Stavět se započalo roku 1843 ve směru od Brna v Obřanech, přičemž práce zajišťovala brněnská stavební firma bratří Kleinů; provoz zde byl zahájen 1. ledna 1849. Trať, která téměř po celé délce kopíruje tok Svitavy, nákladní obslužnost továren firmy Moses Löw-Beer výrazně zlepšila.
Firma Moses Löw-Beer vznikla na základě zemského továrního oprávnění roku 1847. Roku 1850 Moses Löw-Beer definitivně přesídlil se svou rodinou z Boskovic do nedaleké Svitávky.

### Úmrtí
Moses Löw-Beer zemřel roku 1851. S manželkou Katharinou (Güttel), rozenou Adlerovou, měl celkem deset dětí. Po jeho smrti převzali vedení rodinných obchodů ve Svitávce syn Josef, Max v Brně a Solomon ve Vídni. Jméno firmy se udrželo až do roku 1938. Členové rozvětvené rodiny po sobě mimo jiné zanechali sídelní vily ve Svitávce nebo v Brně.